# Бахчисарайский фонтан
«Бахчисара́йский фонта́н» — вторая южная байроническая поэма Александра Сергеевича Пушкина, написанная им в 1821—1823 годах (время южной ссылки) под впечатлением от посещения Бахчисарайского дворца крымских ханов.

## Сюжет
Страсти в ханском гареме. Одна из наложниц, грузинка Зарема, грустна оттого, что хан Гирей разлюбил её ради дочери шляхтича, Марии. Эта девушка, похищенная из отцовского дома во время одного из татарских набегов, всё время проводит в молитвах Богородице. Она предпочитает смерть участи наложницы иноверца. Ночью Зарема проникает в комнату Марии и пытается угрозами убедить её отступиться от хана. Вскоре после этого Мария погибает, а Зарема брошена в пучину вод стражами гарема:

Гарема стражами немыми

В пучину вод опущена.

В ту ночь, как умерла княжна,

Свершилось и её страданье.

Какая б ни была вина,

Ужасно было наказанье!

Хан выходит из гарема и, чтобы забыться, уезжает на войну. После возвращения он повелевает воздвигнуть во дворце в память о Марии фонтан, который младые девы Тавриды, узнав это печальное предание, нарекут «фонтаном слёз».

## История создания
Пушкин с семьёй генерала Раевского посетил Ханский дворец в Бахчисарае 7 сентября 1820 года. В его письме к Дельвигу есть следующее описание:
В Бахчисарай приехал я больной. Я прежде слыхал о странном памятнике влюблённого хана. К ** поэтически описывала мне его, называя la fontaine des larmes. Вошед во дворец, увидел я испорченный фонтан; из заржавой железной трубки по каплям падала вода. Я обошёл дворец с большой досадою на небрежение, в котором он истлевает, и на полуевропейские переделки некоторых комнат. NN почти насильно повёл меня по ветхой лестнице в развалины гарема и на ханское кладбище.
Поэма была начата весной 1821 года. В письме брату Пушкин писал о нежелательности публикации поэмы по той причине, что «многие места относятся к одной женщине, в которую я был очень долго и очень глупо влюблён». Личность этой дамы на протяжении долгого времени остаётся одним из неразрешённых вопросов пушкинистики (т. н. утаённая любовь Пушкина).

## Издание поэмы

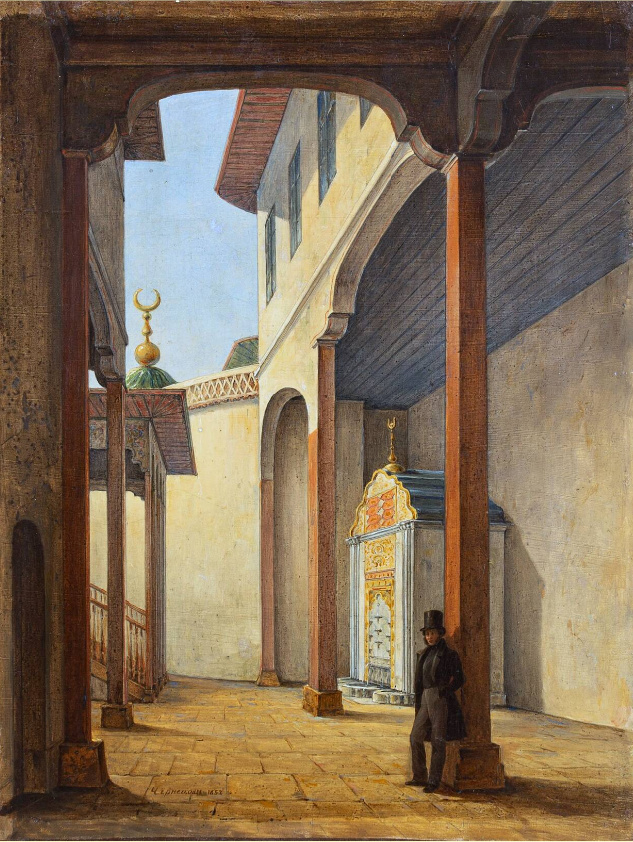
Братья Чернецовы. «Пушкин в Бахчисарайском дворце» (1837)

Основная часть поэмы была написана в 1822 году. В 1823 году набрасывались проекты вступления. Осенью поэма получила окончательную отделку и была подготовлена Вяземским к печати. Первое издание поэмы «Бахчисарайский фонтан» вышло из печати в Петербурге 10 марта 1824 года с предисловием Вяземского: «Разговор между издателем и классиком с Выборгской стороны или с Васильевского острова». Вслед за текстом поэмы Пушкин велел напечатать «Выписку из путешествия по Тавриде И. М. Муравьева-Апостола», в которой описано посещение Бахчисарая.
Как и предшествовавшая кавказская поэма Пушкина, «Бахчисарайский фонтан» поразил современников свободой композиции, в которой ревнителям классицизма виделось отсутствие плана. В письме к Вяземскому сам поэт назвал своё произведение «бессвязными отрывками». В качестве оправдания он писал: «Недостаток плана не моя вина. Я суеверно перекладывал в стихи рассказ молодой женщины». Экзотические колорит, описания, слог — всё это соответствовало романтической моде на ориентализм и было принято русскими читателями с восторгом.
Ввиду огромного успеха поэмы в 1827 году последовало второе издание с иллюстрациями С. Ф. Галактионова. В сентябре 1825 года на петербургской сцене была поставлена пьеса А. А. Шаховского «Керим-Гирей, крымский хан», последний акт которой представлял собой переделку пушкинской поэмы. Татарскую песню положил на музыку композитор-дилетант В. Ф. Одоевский.

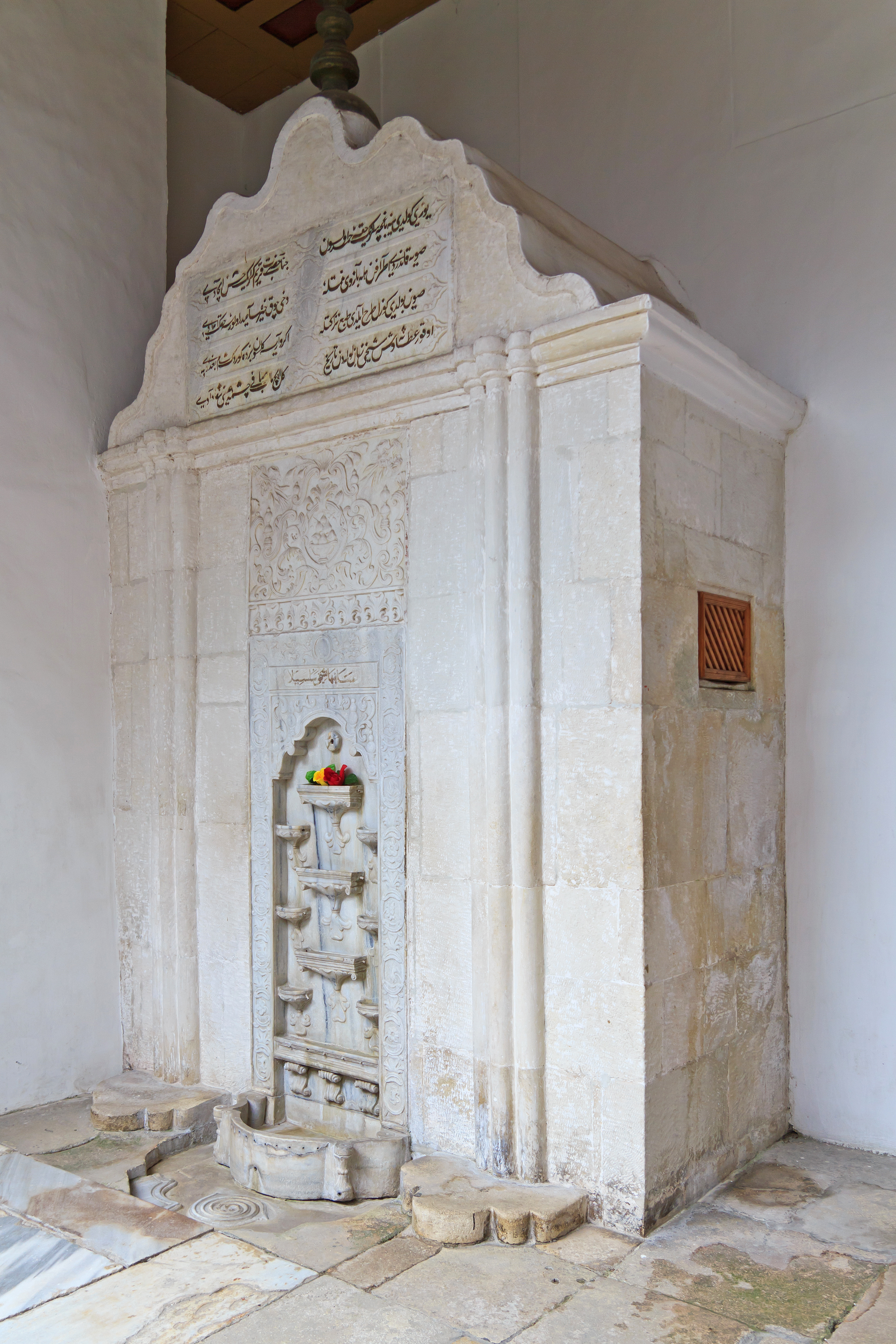
Фонтан слёз, прославленный Пушкиным в поэме

Годы спустя Пушкин не раз с теплотой вспоминал про эпиграф из Саади, который предпослан поэме и задаёт её тон: «Меланхолический эпиграф, который, конечно, лучше всей поэмы, соблазнил меня». Он признавал, что крымская поэма «отзывается чтением Байрона, от которого я с ума сходил». В советское время рядом с бахчисарайским фонтаном был установлен бюст Пушкина.

## Экранизации и постановки
- В 1909—1910 годах вышел немой художественный короткометражный фильм Якова Протазанова «Бахчисарайский фонтан».
- В 1912 году по мотивам поэмы А. С. Пушкина Павел Дмитриевич Крылов написал оперу «Бахчисарайский фонтан».
- В 1917 году вышел фильм Ванда Варенина итальянского режиссёра Рикардо Толентино по мотивам поэмы А. С. Пушкина.
- В 1934 году Борисом Владимировичем Асафьевым по мотивам поэмы был поставлен одноимённый балет. В 1953 году балет был экранизирован. Режиссёр Ростислав Захаров. В ролях: Галина Уланова — Мария, Майя Плисецкая — Зарема.
- По мотивам поэмы Александр Александрович Ильинский сочинил одноимённую оперу.
- Также по мотивам поэмы Александр фон Цемлинский сочинил оперу «Сарема». Российский композитор Татьяна Георгиевна Смирнова по мотивам поэмы создала сочинение «Легенды Бахчисарая» для чтеца и фортепиано, а также версия для пианолы Курцвайль и чтеца.

## Эпонимы
В честь героини поэмы Пушкина Заремы назван астероид (1012) Зарема, открытый в 1924 году, в год столетней годовщины со дня публикации поэмы.